# Timonius
Timonius é um género botânico pertencente à família Rubiaceae.